# A Different Corner
A Different Corner ist ein Lied von George Michael aus dem Jahr 1986, das von ihm selbst geschrieben und produziert wurde. Es erschien allerdings je nach Land auch auf den Wham!-Alben The Final beziehungsweise Music from the Edge of Heaven.

## Geschichte
Seinen ersten Soloerfolg schaffte George Michael im Herbst 1984 mit Careless Whisper. Dies inspirierte ihn zwei Jahre später erneut, einen Erfolgsversuch im Alleingang mit A Different Corner zu starten. So wurde auch dieses Lied für die Albumsessions in der Zeitspanne 1984 bis 1985 aufgenommen, jedoch als Single von Michael selbst veröffentlicht.
Die Veröffentlichung fand am 24. März 1986 statt. In Kanada, Großbritannien, den Niederlanden und Norwegen wurde der Softrocksong ein Nummer-eins-Hit.
Als posthume Würdigung sang Chris Martin A Different Corner bei den Brit Awards 2017 – teilweise in einem virtuellen Duett mit dem verstorbenen George Michael, der dazu über eine große Bildwand eingespielt wurde.

## Musikvideo
Im Musikvideo singt George Michael in weiß gekleidet das Lied in einem weißen Raum.

## Kommerzieller Erfolg

### Chartplatzierungen
| ChartsChartplatzierungen       | Höchstplatzierung | Wochen |
| ------------------------------ | ----------------- | ------ |
| Deutschland (GfK)              | 7 (14 Wo.)        | 14     |
| Österreich (Ö3)                | 6 (10 Wo.)        | 10     |
| Schweiz (IFPI)                 | 3 (13 Wo.)        | 13     |
| Vereinigte Staaten (Billboard) | 7 (16 Wo.)        | 16     |
| Vereinigtes Königreich (OCC)   | 1 (10 Wo.)        | 10     |

| ChartsJahrescharts (1986)      | Platzierung |
| ------------------------------ | ----------- |
| Deutschland (GfK)              | 72          |
| Schweiz (IFPI)                 | 20          |
| Vereinigte Staaten (Billboard) | 98          |
| Vereinigtes Königreich (OCC)   | 12          |

### Auszeichnungen für Musikverkäufe
| Land/Region                  | Auszeichnungen für Musikverkäufe (Land/Region, Auszeichnung, Verkäufe) | Verkäufe |
| ---------------------------- | ---------------------------------------------------------------------- | -------- |
| Niederlande (NVPI)           | Platin                                                                 | 100.000  |
| Vereinigtes Königreich (BPI) | Gold                                                                   | 400.000  |
| Insgesamt                    | 1× Gold · 1× Platin ·                                                  | 500.000  |

Hauptartikel: George Michael/Auszeichnungen für Musikverkäufe

## Coverversionen
- 1992: Pepsi & Shirlie
- 2007: Elton John
- 2019: Marc Engelhard[12]